# Магомедбекова Наїда Парпачіївна
Магомедб́екова Наїда Парпачіївна (20 квітня 1945, Махачкала, нині Дагестан, РФ) – піаністка, педагог. Дружина Анатолія Баженова. Професор (2011). Заслужений діяч мистецтв України (2010). Заслужений артист Дагестанської РСР (1991).

## Життєпис
Закінчила Московську консерваторію (1968; кл. Г. Нейгауза, Є. Малініна). Відтоді працює у Національній музичні академії України (Київ): від 1992 – доцент, від 1999 – професор кафедри загального та спеціалізованого фортепіано. 
У репертуарі – твори Б. Лятошинського, М. Лисенка, Л. Ревуцького, І. Карабиця, В. Сильвестрова, Ю. Іщенка, М. Сильванського, Є. Станковича, Й.-С. Баха, Л. ван Бетховена, Р. Шуманна та ін. Виступала разом із  Квартетом ім. М. Лисенка, А. Баженовим, В. Потаповим, В. Червовим. Брала участь у музичних фестивалях, конкурсах, презентаціях української музики в Україні та за кордоном. 
В ансамблі з чоловіком концертувала в Німеччині, Польщі, Угорщині, Данії, Португалії, США. Серед учнів – О. Дяченко, К. Карабиць, А. Фомін. Має фондові записи на Українському радіо.

## Компакт-диски
- «Альфред Шнітке» (1995),
- «Музика ХХ сторіччя» (2000).

## Публікації
- Опыт исполнительского анализа Триптиха Е. Станковича «На верховине». Москва, 1989;
- Безпредметні зв’язки на заняттях по загальному фортепіано в сучасному навчальному процесі // Культурна політика України у контексті світових трансформаційних процесів: Мат. міжнар. наук.-практ. конф., 12–13 груд. 2000 р. К., 2000.